# 上原美術館
上原美術館（うえはらびじゅつかん、英語: Uehara Museum of Art）は、静岡県下田市宇土金341にある私立の美術館。
運営主体は公益財団法人上原美術館。

## 概要
1983年（昭和58年）5月開館の上原仏教美術館と、2000年（平成12年）3月開館の上原近代美術館が、2017年（平成29年）11月に合併し上原美術館として開館した。
収蔵品の中核をなすのは、大正製薬名誉会長の上原正吉・小枝夫妻より寄付を受けた仏教美術品と、正吉の次男で同じく大正製薬名誉会長の上原昭二より寄付を受けた近代絵画コレクション。
仏教美術分野においては1983年の開館当初から地域の仏像調査に乗り出し、多くの文化財指定に貢献している。

### 沿革
- 1978年（昭和53年）、上原正吉・小枝夫妻により、上原小枝の故郷である当地の隣接地に曹洞宗向陽寺が再興され、上原家の菩提寺となる[3]
- 1981年（昭和55年）、同寺境内に達磨大姉堂建立、秦慧玉永平寺貫首を招いて開眼供養を実施。その際、約130体もの仏像の譲り受けと安置を頼まれる
- 1983年（昭和58年）5月29日、上原正吉・小枝夫妻により上原仏教美術館を設立
- 1997年（平成09年）、上原昭二が自身の古稀を記念して近代美術館の設立を企図、高田馬場に準備室設置[4]
- 2000年（平成12年）3月16日、上原昭二がコレクションを元に上原近代美術館を設立
- 2011年（平成23年）4月、 両運営法人（財団法人上原仏教美術振興財団、財団法人上原近代美術館）が共に公益財団法人へ移行[5]
- 2013年（平成25年）4月、上原近代美術館が上原仏教美術振興財団を吸収合併。公益財団法人上原美術館へ改称
  - 「薬師如来展」の大盛況により、リニューアルを企図[3]
- 2015年（平成27年）10月、休館、リニューアル工事に入る
- 2017年（平成29年）11月3日、両館が合併し、上原美術館に
- 2021年（令和03年）、文化財調査、講演、授業など様々な地域貢献に対し、主任学芸員の田島整に伊豆賞が授与
- 2024年（令和06年）3月、2026年までの契約で、伊豆急行蓮台寺駅のネーミングライツを取得[6]

### 職員等
代表理事
- 大平明（大正製薬相談役、大平正芳総理3男、上原昭二女婿）[7]

常務理事
- 生駒武資（大正製薬常勤監査役）

館長
- 大平吉子（大平明妻、上原昭二2女）[8]

上席学芸員
- 田島整（仏教美術）
- 土森智典（近代絵画）

## 収集・展示
印象派やマティス、ピカソ、安井曽太郎、須田国太郎、小林古径などを中心とした絵画や、平安･鎌倉時代から近現代にかけての仏像、奈良時代の古写経などの幅広い仏教美術を、収蔵・展示の中核としている
。

### 主な所蔵品

#### 仏教美術
仏像
- 十一面観世音菩薩立像 平安時代（10世紀） 重要美術品
- 二天像 平安時代（11世紀後半）
- 薬師如来坐像 平安時代（12世紀）
- 菩薩立像 中国・宋時代（13世紀か）
- 阿弥陀如来立像 鎌倉時代（文永7年、13世紀）
- 大日如来像 鎌倉時代（文永7年、13世紀）

古写経
- 紫紙金字華厳経断簡 奈良時代（8世紀）
- 荒川経 平安時代後期
- 中尊寺経 平安時代後期
- 金銀野毛散観普賢菩薩行法経断簡 平安時代後期
- 平基親願経 平安時代後期、治承4年
- 神護寺経（英語版） 平安時代後期
- 高野大師行状絵巻断簡 鎌倉時代後期

禅画
- 達磨図 白隠慧鶴、江戸時代

#### 近代絵画
- ドラン　《裸婦》
- ピエール＝オーギュスト・ルノワール　《アルジャントゥイユの橋》
- モネ　《雪中の家とコルサース山》
- 小林古径　《芥川》《杪秋》
- 須田国太郎　《ハッカ》
- 岸田劉生　《麗子微笑像》
- 小野憲一　《Innerline》
- 鏑木清方　《木母寺夜雨》

## 教育・対外活動
創設者、上原小枝の故郷の文化発展への貢献の発願により、様々な教育活動が行われている
出張授業・授業入館・職場体験・博物館実習
下田市を始め、近隣の市町村の小中学校を対象に学芸員が出張したり、館内で美術や仏教に関する授業を行ったり、中高生の職場体験や大学の実習を受けいれている。
アトリエ教室
アトリエにて絵画や彫刻、写経などの教室を開催している。
対外活動
学芸員がTVやラジオ番組への協力、市民大学等で講演、ワークショップ、近隣寺院での文化財調査、近隣自治体の町史編纂への参画などを行っている。

## 刊行物

### 図録
- 『伊豆仏と出逢う - 上原美術館の40年 - 』（2024年3月30日発行）[10]
- 『『絵画は語る - 上原コレクションのストーリー-』（2023年11月11日発行）
- 『愉快な江戸仏』
- 『梅原龍三郎と伊豆』
- 『無冠の仏像 - 伊豆・静岡東部の無指定文化財-』
- 『知られざる伊豆の仏教美術』
- 『伊豆半島仏像めぐり』

### 定期刊行物
- 『美術館通信』